# Жуковский (аэропорт)
Международный аэропорт Жуко́вский (ИАТА: ZIA, ИКАО: UUBW) — международный аэропорт федерального значения Московской области. Расположен на экспериментальном аэродроме Раменское ЛИИ им. М. М. Громова. Находится на территории района Наркомвод города Жуковского, в 3 км юго-западнее железнодорожной платформы Есенинская, в 36 километрах от центра Москвы. Входит в Московский авиационный узел, при этом (в отличие от Внуково, Шереметьево и Домодедово) формально не является аэропортом г. Москвы и зарегистрирован в базе IATA, как собственный аэропорт города Жуковского.

## Информация
Аэропорт Жуковский расположен на аэродроме Раменское, который используется для испытательных полётов экспериментальной авиации и управляется ЛИИ, с аэродрома выполняют полёты воздушные суда МЧС России. До открытия аэропорта Жуковский, аэродром использовался также для грузовых международных авиаперевозок (эта практика была возобновлена в 2023 году). Радиопозывной аэродрома «Гордый». На аэродроме по нечётным годам до 2021 года проходил Международный авиационно-космический салон (МАКС), а в 2010, 2012, 2014 годах проводился Международный форум «Технологии в машиностроении».

## Название
Первоначально будущий аэропорт должен был носить название Раменское. Это связано с его расположением на аэродроме Раменское. Предпосылки к последующему переименованию появились в 2007 году, когда администрация города Жуковского, где располагается аэропорт, выступила с инициативой об изменении его названия, которая тогда не была реализована. Повторно вопрос о переименовании возник к моменту открытия аэропорта, при строительстве которого использовалось проектное название Рампорт. В мае 2016 года аэропорт был официально открыт с присвоением ИАТА международного кода ZIA (Zhukovsky International Airport). 11 ноября 2017 года название Жуковский было официально присвоено аэропорту распоряжением Правительства РФ. При этом в государственном реестре аэродромов и вертодоромов гражданской авиации РФ аэродром ЛИИ по-прежнему имеет наименование Раменское.

## История

### Концепция проекта
Традиционно аэродром использовался ЦАГИ и ЛИИ для испытательных и исследовательских полётов, проведения работ разных авиационных ОКБ. В 2012 году стало известно о возможном расширении использования аэродрома Раменское в гражданской авиации для грузовых и чартерных пассажирских рейсов. Аэродром был внесён в проект модернизации структуры воздушного пространства и управления воздушным движением. Минтрансу России, правительству Московской области и ОАО «РЖД» было поручено проработать вопрос строительства дополнительной платформы на станции Отдых в 2012-2013 годах (станция на границе города Жуковского). Постройка гражданского аэропорта на аэродроме Раменское должна была разгрузить другие московские аэропорты, которые, как считалось, перегружены перевозками по программам «Северного завоза» и пассажирскими, в частности, в связи с задержкой сдачи в эксплуатацию новых взлётно-посадочных полос. По некоторым оценкам экспертов, они не смогли бы обслужить пассажиропоток более 13 миллионов в год.
В июне 2014 года госкорпорация «Ростех» в качестве инвестора утвердила проект международного аэропорта Раменское. Развитием проекта занимается литовско-российская компания «Рампорт-Аэро», совместное предприятие холдинга Avia Solution Group и ТВК «Россия», дочерняя компания «Ростеха». Предполагалось, что с лета 2015 года аэродром будет использоваться лоукостером «Добролёт», который прекратил полёты из-за западных санкций. До конца 2015 года планировалось создать 280 высокооплачиваемых рабочих мест, в 2016 году количество сотрудников достигнет 2,5 тысяч, а к 2019 году будет создано более 10 тысяч рабочих мест для квалифицированного персонала.
Открытие первой очереди аэропорта было назначено на 15-16 марта 2016 года, с этого же момента аэропорт должен был перейти на круглосуточный режим работы. Ожидалось, что первый коммерческий полёт осуществит авиакомпания I fly. Однако впоследствии открытие было отложено до мая, поскольку оператор аэропорта не нашёл своевременно авиакомпании, готовые летать из Раменского, а также из-за отсутствия постановления Правительства РФ, которое разрешило бы международные полёты из аэропорта.
Распоряжением Правительства РФ от 15 марта 2016 года № 432-р аэропорт Раменское был открыт для выполнения международных полётов, а 30 мая 2016 года состоялось его официальное открытие, в котором участвовал премьер-министр России Д. А. Медведев.
Аэропорт создавался в рамках «единого авиационного центра экспериментальной, государственной и гражданской авиации» и в числе прочего должен был привлечь дополнительные инвестиции для дальнейшего развития деятельности этого центра в области экспериментальной авиации. Однако, в марте 2019 года оператор аэропорта «Жуковский» АО «Рампорт Аэро» стало ответчиком по иску на 162,6 млн руб., который подал владелец аэродрома Раменское АО «Лётно-исследовательский институт имени М. М. Громова».

### Строительство

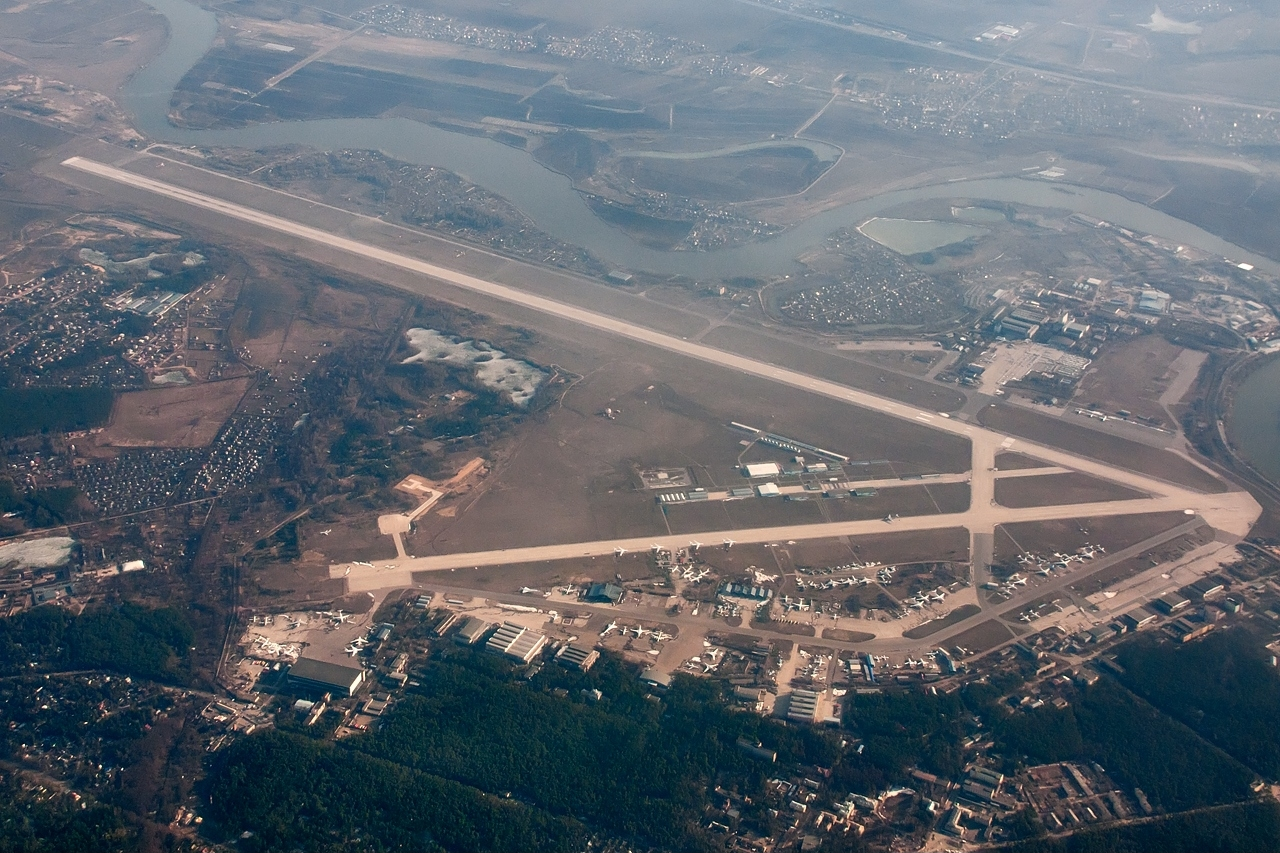
Аэродром ЛИИ до начала строительства аэропорта (фото 2011 года)

Согласно проекту развития международного аэропорта, в период до 2019 года планировалось строительство двух пассажирских терминалов пропускной способностью в 2 миллиона и 5 миллионов пассажиров в год, гостиницы на 250 номеров, офисных зданий, открытой парковки на 1240 машиномест и крытых стоянок вместимостью до 7426 автомобилей, а также вокзала для аэроэкспрессов. Первая очередь нового аэропорта в 2016 году должна была обслужить 1,7 миллиона человек, а к 2020 году проект предполагал увеличение пассажиропотока до 10,8 миллиона.
В 2015 году велось строительство первого пассажирского терминала площадью 17,6 тыс. м2 и адаптация текущей инфраструктуры аэродрома Раменское для целей гражданской авиации. Годовая пропускная способность первого терминала будет достигать двух млн. пассажиров в год. Инвестиции в проект для запуска первой очереди аэропорта составляют более 1,5 миллиарда рублей (27 миллионов долларов). В общей сложности за пять лет в аэропорт планировалось инвестировать примерно 13 миллиардов рублей для строительства свыше 240 тысяч квадратных метров аэропортовской инфраструктуры, включая постройку на втором и третьем этапе второго пассажирского терминала. После завершения всех этапов развития общая площадь терминалов составит 60 тысяч м2, а их пропускная способность увеличится до 12 миллионов пассажиров в год.
Впрочем, существует иные оценки: в силу того, что воздушная зона аэропорта Жуковский пересекается с зоной аэропорта Домодедово, пассажиропоток будет скромнее в 12 раз.
Развитие проекта включает в себя значительное улучшение транспортной инфраструктуры в данном районе. Однако жители города Жуковского опасаются, что развитие аэропорта приведёт к ухудшению транспортной ситуации из-за увеличения автомобильного трафика в черте города, а также снижению комфорта проживания жителей из-за шума самолётов при круглосуточном режиме работы аэропорта.
В октябре 2018 года компания Avia Solutions Group (ASG) продала свою долю управляющей компании аэропорта менеджменту «Рампорт-Аэро»[значимость факта?].

### Начало полётов
Первой авиакомпанией, которая объявила о выполнении регулярных перелётов после реконструкции аэрокомплекса, стала Air Kyrgyzstan. 20 июня 2016 года перевозчик должен был осуществить тестовый полёт, а с 1 июля 2016 года - приступить к обслуживанию регулярных рейсов из Жуковского в Бишкек и Ош. Однако в последний момент планы авиакомпании нарушило Министерство транспорта РФ, исключив Жуковский из списка аэропортов Московского авиаузла (МАУ), что, в свою очередь, заставило перевозчика пройти новый национальный конкурс распределения частот полётов в новый пункт, в котором Air Kyrgyzstan уступил эту частоту другому киргизскому перевозчику — авиакомпании Air Manas.
О своих планах осуществлять в скором времени регулярные пассажирские перевозки в Шымкент, Актобе, Актау и Астану заявила казахстанская авиакомпания SCAT.
Согласно приказам Росавиации от 27 июля, 22 августа и 26 августа 2016 года выданы допуски авиакомпаниям «ВИМ-Авиа», «Нордавиа», «Уральские авиалинии» и «Ямал» к полётам из аэропорта Жуковский в Актау, Алма-Ату, Анталью, Астану, Баку, Бишкек, Будапешт, Бургас, Вену, Гянджу, Душанбе, Ларнаку, Мюнхен, Ош, Пекин, Пловдив, Прагу, Тбилиси, Тель-Авив, Франкфурт-на-Майне, Худжанд.
Чуть позже управляющая аэропортом компания «Рампорт Аэро» объявила о начале ежедневных полётов по маршруту Минск — Жуковский авиакомпанией «Белавиа» начиная с 12 сентября 2016 года. Рейс из Минска, состоявшийся в вышеназванный день, стал первым регулярным рейсом, принятым международным аэропортом Жуковский.
В 2016 году аэропорт сертифицирован для пассажирских международных перевозок, тогда же был возведен первый пассажирский терминал площадью в 17 тыс. м2 По сравнению с крупными аэропортами Московского авиаузла поток путешественников здесь сравнительно невелик: до 1 миллиона пассажиров в год, хотя его пропускная способность намного выше. В расписании полетов — всего несколько регулярных рейсов в страны СНГ и в города России. В туристический сезон отсюда осуществляются чартерные перевозки на популярные зарубежные морские курорты.
В планах — возведение второго терминала с VIP-залами, гостиницы, многоуровнего автопаркинга, офисных зданий, торгово-развлекательного центра.

### Спорность регионального статуса
Росавиация относит Жуковский к региональным аэропортам, что дает право не ограничивать количество перевозчиков на международных рейсах, такое ограничение действует во всех остальных московских аэропортах в виде требования одинакового количества рейсов для российских и иностранных авиакомпаний. Запуск нового маршрута «Уральских авиалиний» из Москвы в Париж был сопряжен со скандалом. Первый рейс 28 апреля 2019 года проводился с промежуточной посадкой в Калуге, что удлинило полет на несколько часов, часть пассажиров опоздала на пересадочные рейсы и пообещала подать в суд на компанию, обвинив ее в мошенничестве. Представитель «Уральских авиалиний» заявил, что французские авиационные власти отнесли Жуковский к аэропортам Москвы, в связи с чем отказались давать разрешение на прямой перелет. Ранее этот спорный статус неоднократно становился предметом конфликта между российскими и зарубежными авиавластями, в том числе Таджикистана и Израиля.

### Атаки на аэропорт
10 сентября 2024 года был атакован украинским БПЛА - обломки упали на площадку рядом с терминалом (около самолета и автобуса возник пожар) и на ВПП.
Также был временно закрыт во время атаки 10 ноября 2024 года - обломки БПЛА упали в поселках Софьино и Становое, расположенных рядом с аэродромом.

## Инфраструктура

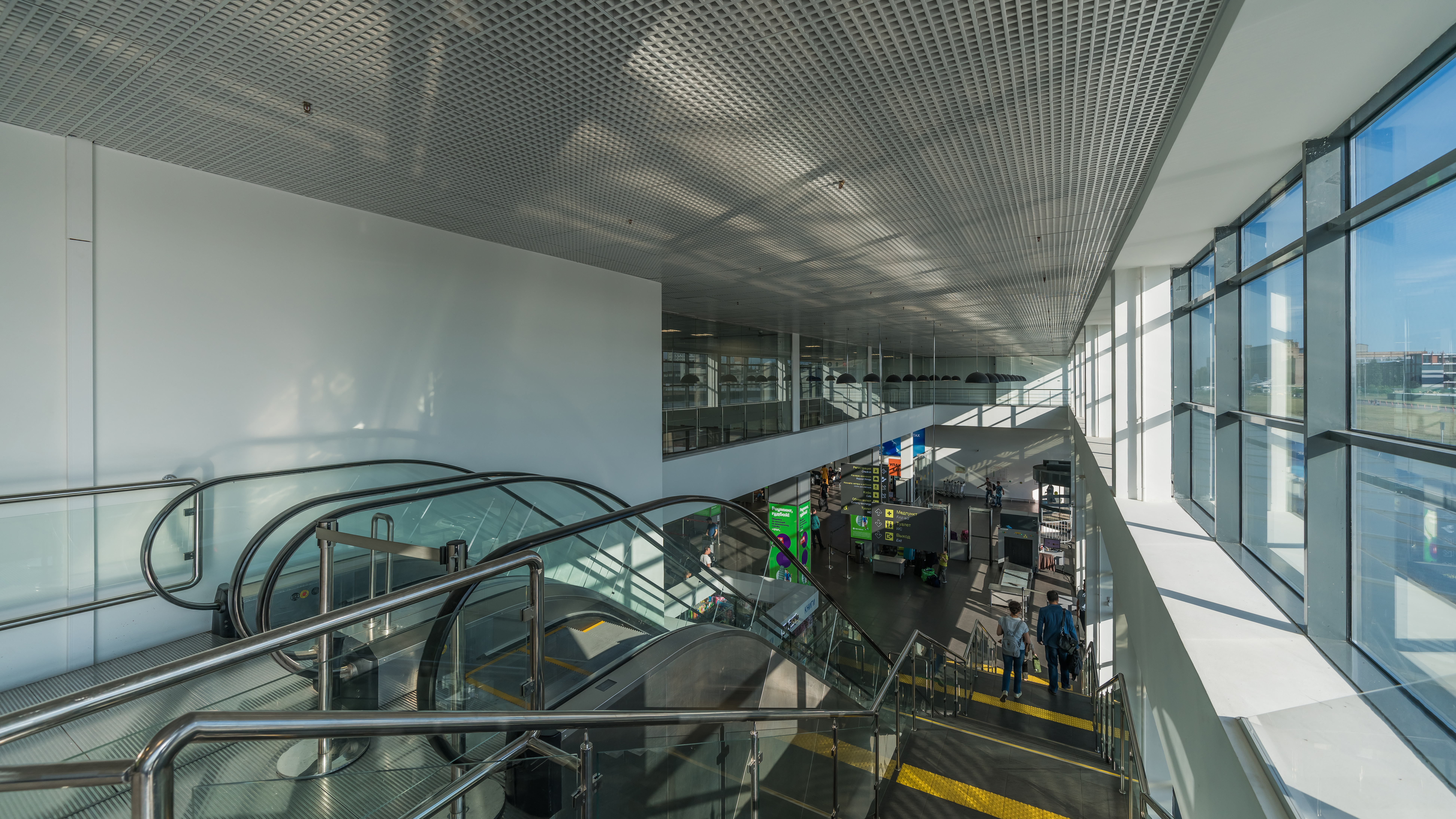
Интерьер первого терминала, 2018 год

### Аэровокзальный комплекс
В рамках реконструкции к 2016 году построен новый первый терминал. В дальнейшем, помимо терминалов, планируется также возведение ряда коммерческих объектов, таких как международный грузовой терминал, центр технического обслуживания воздушных судов, две многоэтажные автостоянки, гостиница, два офисных центра, и торгово-развлекательный центр.

#### Перспективы развития комплекса
На данный момент аэропорт Жуковский находится на первом этапе развития.
- Первый этап включает развитие текущей инфраструктуры аэродрома Раменское и строительство пассажирского терминала площадью 17 000 м2. Годовая пропускная способность терминала будет достигать 4 миллионов пассажиров в год. Первый этап также включает строительство краткосрочной и долгосрочной стоянок.
- На втором и третьем этапе планируется заметно расширить первый и построить второй пассажирский терминал аэропорта. После успешного завершения всех этапов развития общая площадь терминалов составит 60 000 м2, а их пропускная способность увеличится до 12 млн пассажиров в год.

### Взлётно-посадочные полосы

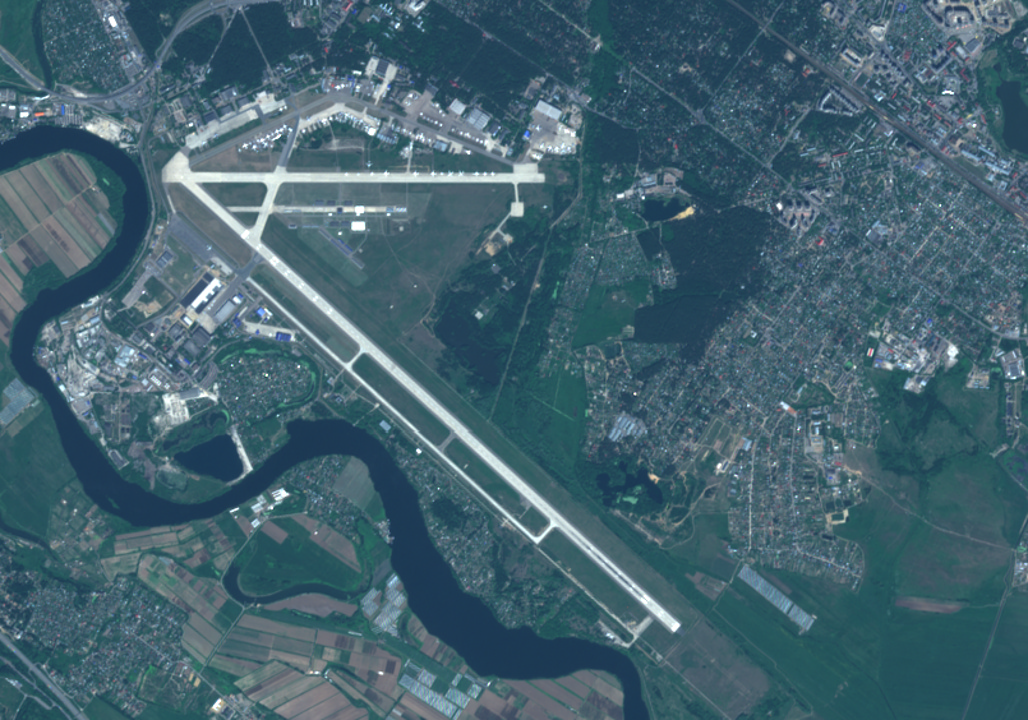
Космоснимок аэродрома (2019)

Аэропорт использует взлётно-посадочную полосу ЛИИ им. М.М. Громова и способен принимать любые типы воздушных судов без ограничения взлётной массы, включая Airbus A380.
Основная взлётно-посадочная полоса 12/30 длиной 5,4 км является самой длинной не только в России, но и в Европе и третьей по длине в мире. Размеры рабочей части ВПП 12/30 составляют 4600×70 м. ВПП 08/26 ожидает реконструкции, в настоящее время используется как полоса для руления и стоянки некоторых самолетов.
В аэропорту поставят дополнительные биоакустические установки и пропановые пушки для отпугивания птиц.

## Показатели деятельности
Данные из запроса в Викиданные.
| Год            | 2016  | 2017  | 2018  | 2019 | 2020  | 2021 | 2022 |
| млн пассажиров | 0,044 | 0,426 | 1,162 | 1,32 | 0,475 | 0,7  | 1,4  |
| Источники:     |       |       |       |      |       |      |      |

## Происшествия
- 15 августа 2019 года самолёт Airbus A321 авиакомпании «Уральские авиалинии», выполнявший рейс по маршруту Жуковский (Москва) — Симферополь, во время взлёта столкнулся со стаей птиц, часть из которых попала в двигатели, что привело к их отказу и выключению. С неработающими двигателями и убранным шасси самолёт совершил вынужденную посадку на кукурузном поле на удалении 5 километров к юго-востоку от торца ВПП55°30′30″ с. ш. 38°14′56″ в. д.HGЯO. В результате самолёт получил серьезные повреждения и восстановлению не подлежит. Все 233 человека на борту, включая 7 членов экипажа, остались живы.

## Авиакомпании и направления

### Пассажирские рейсы
По состоянию на июнь 2019 года аэропорт Жуковский обслуживает рейсы следующих авиакомпаний:

## Наземный транспорт

Транспорт из аэропорта Жуковский

### Железнодорожный транспорт
Прямого железнодорожного сообщения между Москвой и воздушной гаванью нет, ближайшей является платформа Отдых. От железнодорожной станции Отдых отправляются шаттлы до аэропорта. Отправление через 8 минут после прибытия экспресса, время в пути: 20 мин. Стоимость проезда: 100 ₽ в автобусе-шаттле.

### Автомобильный транспорт
Прямым сообщением от станции метро «Котельники» до международного аэропорта Жуковский является автобусный маршрут № 441. Также автобусы отправляются от платформы Отдых.
Также до аэропорта можно добраться личным автотранспортом. В аэропорту находятся несколько крупных стоянок краткосрочной и долгосрочной парковки, а также с оборудованными местами для граждан с ограниченными возможностями.

### Перспективы развития транспортной доступности
На уровне правительства Московской области и компании «РЖД» обсуждаются планы строительства железнодорожного подхода непосредственно к терминалу, по которому в будущем можно будет запустить поезда «Аэроэкспресса».
В декабре 2016 года представители власти Московской области официально объявляли о планах начать в 2017 году строительство «легкого» метро, которое объединит несколько крупных городов Подмосковья.
Основным плюсом новой ветки будет являться возможность попасть из указанных городов в крупные аэропорты московского авиаузла: Жуковский, Домодедово, Внуково и Шереметьево.